# Ciencia de la lectura
La Ciencia de la Lectura (en inglés, Science of Reading) sostiene que las metodologías utilizadas para la enseñanza de la lectura y la escritura deben estar respaldadas por evidencia procedente de diversos campos, como la ciencia cognitiva, la psicología del desarrollo, la educación, la psicología educativa, la educación especial y más. Habilidades fundamentales como la fonética, la decodificación y la conciencia fonética son fundamentales para aprender leer y escribir, pero no son los únicos. También incluye la fluidez lectora oral, el vocabulario, la morfología, la comprensión lectora, el texto, la ortografía y la pronunciación, las estrategias de pensamiento, la competencia lingüística oral, el entrenamiento de la memoria de trabajo y el desempeño en el lenguaje escrito (p. ej., cohesión, combinación/reducción de oraciones). Sus recomendaciones han cobrado fuerza en los últimos años, al ofrecer respuestas claras, fundamentadas y contrastadas frente a las altas tasas de fracaso lector observadas en diversos contextos educativos.

## Críticas y matices
A pesar de su respaldo empírico, la Ciencia de la Lectura no está exenta de debate. Algunos especialistas advierten que centrarse exclusivamente en la decodificación puede hacer que se descuide el pensamiento crítico, la apreciación literaria o la diversidad cultural en los textos.
Además, el término "Ciencia de la Lectura" ha sido utilizado de forma ambigua por editoriales y empresas educativas, lo que obliga a docentes y administradores a evaluar cuidadosamente si las prácticas y materiales realmente están respaldados por evidencia.
Es importante recordar que la Ciencia de la Lectura no prescribe una única metodología ni excluye la creatividad en el aula. Lo que propone es que todas las decisiones pedagógicas se basen en cómo aprenden realmente los niños a leer, y no en intuiciones o modas sin sustento.

## Origen y fundamentos de la Ciencia de la Lectura
La Ciencia de la Lectura no es una metodología concreta, ni una moda pedagógica reciente, sino el resultado de décadas de investigación científica acumulada. Sus bases se encuentran en los estudios sobre el funcionamiento del lenguaje, el desarrollo infantil, los procesos de memoria y atención, así como en la evaluación de prácticas educativas eficaces.
Uno de los trabajos fundacionales en este campo fue el National Reading Panel (2000) en Estados Unidos, un informe encargado por el Congreso para revisar miles de estudios sobre la enseñanza de la lectura. Este informe identificó cinco componentes esenciales que deben abordarse en la instrucción lectora: conciencia fonológica, fonética, fluidez, vocabulario y comprensión lectora. Posteriormente, investigaciones en neurociencia cognitiva han confirmado estos hallazgos al observar cómo se activa el cerebro durante la lectura.
A lo largo de los años, diversos estudios internacionales han reforzado estas conclusiones. Se ha demostrado que el aprendizaje lector eficaz requiere una enseñanza explícita, sistemática y acumulativa, centrada en el desarrollo gradual de habilidades desde lo más sencillo (como el reconocimiento de sonidos) hasta lo más complejo (como la comprensión profunda de textos).

## La lectura se adquiere
A diferencia del lenguaje oral, que se aprende de forma espontánea a través de la interacción social, la lectura es una habilidad cultural reciente en términos evolutivos. El cerebro humano no está programado biológicamente para leer; por tanto, necesita una instrucción explícita para aprender a transformar símbolos escritos en lenguaje con significado.
Este proceso requiere que el cerebro forme nuevas conexiones entre áreas dedicadas al reconocimiento visual, el procesamiento auditivo y el lenguaje oral. Sin una enseñanza estructurada, muchos niños tienen dificultades para adquirir esta habilidad, lo que puede afectar gravemente su trayectoria académica y su autoestima. Enseñar a leer de manera adecuada no es solo una tarea escolar: es una cuestión de equidad, ya que proporciona a todos los alumnos las herramientas necesarias para comprender el mundo, aprender otras materias y ejercer su ciudadanía.

## Componentes esenciales para aprender a leer
La Ciencia de la Lectura identifica cinco pilares fundamentales en el proceso de alfabetización:
1. Conciencia fonológica: es la capacidad de detectar y     manipular los sonidos del lenguaje oral. Incluye habilidades como     segmentar palabras en sílabas o fonemas, reconocer rimas y trabajar con la     estructura sonora de las palabras.
2. Fonética (correspondencia     grafema-fonema): se     refiere al conocimiento de que las letras o combinaciones de letras     representan sonidos, y que estos sonidos se pueden combinar para leer y     escribir palabras.
3. Fluidez: implica leer con precisión,     velocidad y entonación adecuada. La fluidez permite liberar recursos     cognitivos que el lector necesita para comprender lo que lee.
4. Vocabulario: un vocabulario amplio es     clave para comprender textos. Se desarrolla a través de la conversación,     la lectura compartida y la exposición a diversos contextos lingüísticos.
5. Comprensión lectora: es la capacidad de construir     significado a partir de un texto. Requiere no solo decodificar palabras,     sino también activar conocimientos previos, hacer inferencias y     reflexionar sobre el contenido.

Estos cinco componentes están interrelacionados. Por ejemplo, un niño que no domina la fonética tendrá dificultades para leer palabras nuevas, lo que afectará su fluidez y comprensión. Por tanto, la enseñanza debe abordar todos estos aspectos de forma integrada y progresiva.

## Enseñanza estructurada y multi-sensorial
El aprendizaje multisensorial parte del supuesto de que las personas aprenden mejor si se les enseña utilizando más de un sentido ( modalidad ). Los sentidos que se suelen emplear en el aprendizaje multisensorial son el visual, el auditivo, el kinestésico y el táctil (VAKT, es decir, ver, oír, hacer y tocar). Otros sentidos pueden ser el olfato, el gusto y el equilibrio (p. ej., preparar sopa de verduras o montar en bicicleta). 
Una de las principales recomendaciones de la Ciencia de la Lectura es el uso de enfoques estructurados, acumulativos y multisensoriales. Esto implica:
- Instrucción explícita: los docentes enseñan     habilidades específicas de forma directa, en lugar de confiar en que los     niños las descubran por exposición.
- Secuencia lógica: el aprendizaje sigue un orden     que va de lo simple a lo complejo, asegurando que cada paso se domina     antes de avanzar.
- Uso de múltiples sentidos: al involucrar simultáneamente     vista, audición, tacto y movimiento, se refuerzan los circuitos neuronales     que intervienen en la lectura.

Un ejemplo representativo de este enfoque es el método Orton-Gillingham, desarrollado a principios del siglo XX para ayudar a personas con dislexia. Este método se caracteriza por ser explícito, sistemático y multisensorial. Cada lección se centra en habilidades fonológicas específicas y se apoya en la práctica activa: los alumnos tocan, dicen, escriben y visualizan las letras y los sonidos. Aunque fue diseñado para apoyar a estudiantes con dificultades, se ha comprobado que sus principios benefician también al conjunto del alumnado.

## Instrucción de lectura basada en evidencia
La instrucción de lectura basada en evidencia se refiere a prácticas que tienen evidencia de investigación que muestra su éxito en la mejora del logro en lectura. Está relacionada con la educación basada en evidencia .
Varios programas y metodologías aplican los principios de la Ciencia de la Lectura en entornos escolares. Aunque pueden variar en formato y nivel de implementación, comparten elementos clave: instrucción fonológica explícita, uso de textos decodificables, evaluación continua y atención a la conciencia fonémica.
Algunos de los programas más utilizados a nivel internacional incluyen:
- Orton-Gillingham: más que un programa cerrado,     es un enfoque pedagógico estructurado y personalizado, que ha servido de     base para muchas otras intervenciones.
- Wilson Reading System: diseñado para estudiantes a     partir de segundo ciclo de primaria con dificultades lectoras     persistentes. Sigue los principios Orton-Gillingham, con lecciones     detalladas centradas en decodificación y ortografía.
- Fundations: dirigido a Educación Infantil     y primer ciclo de primaria. Proporciona una base fonológica sólida y     estructurada como prevención temprana.
- Heggerty Phonemic Awareness: centrado exclusivamente en el     desarrollo de la conciencia fonológica a través de rutinas orales diarias.
- UFLI Foundations: desarrollado por el Instituto     de Alfabetización de la Universidad de Florida. Integra secuencias     fonológicas, lectura de palabras, escritura y fluidez con base en     evidencia.
- Sounds-Write y Jolly Phonics:     programas fonéticos utilizados en países anglosajones que ofrecen     instrucción sistemática en fonemas y ortografía.

Muchos de estos enfoques pueden adaptarse a distintas lenguas, aunque su origen suele estar vinculado a contextos de habla inglesa. En español, algunos programas están comenzando a desarrollarse siguiendo estos principios, basándose en las particularidades fonológicas y ortográficas del idioma.

## El rol de las familias
Aunque la enseñanza formal de la lectura ocurre en el aula, las familias tienen un papel insustituible en el desarrollo lector de los niños. Algunas prácticas fundamentales son:
- Leer en voz alta con regularidad a sus hijos.
- Jugar con sonidos, rimas y letras.
- Conversar frecuentemente y enriquecer el lenguaje oral.
- Fomentar el acceso libre a libros y cuentos.
- Modelar el gusto por la lectura como una actividad placentera.

Estas experiencias tempranas no solo aumentan el vocabulario y la conciencia fonológica, sino que también motivan al niño y refuerzan su autoestima como lector.

## Conclusión
La Ciencia de la Lectura ofrece un marco sólido y basado en evidencias para enseñar a leer de forma eficaz y equitativa. Al reconocer que la lectura no se adquiere de manera natural y que requiere una instrucción estructurada, este enfoque permite que todos los niños —no solo los más favorecidos o los lectores natos— tengan acceso pleno a la alfabetización.
Adoptar sus principios no implica restar humanidad o creatividad a la enseñanza, sino dotarla de herramientas que realmente funcionan. Leer es una puerta al conocimiento, a la autonomía y a la participación en la sociedad; garantizar ese derecho es una responsabilidad compartida por docentes, familias y responsables educativos.